# فردریک میر
فردریک میر (انگلیسی: Fredrik Meyer; ۱۳ فوریهٔ ۱۹۱۶ – ۱۶ ژانویهٔ ۱۹۸۹) از برندگان مدال‌های المپیک تابستانی  و خلبان، افسر (ارتش)، و آجودان اهل نروژ بود.